# Medvodje
Medvodje (870 mnm) je stekališče več dolin in potokov (od tod tudi ime kraja) v koncu Jelendola ter križišče mnogih poti. Čeprav na tem mestu ni planinske postojanke, je kraj pomembna orientacijska točka in izhodišče planinskih poti v masivu Košute. Med Jelendolom ter Medvodjem je v 20. stoletju tekla gozdna železnica Jelendol - Medvodje.
Pri geoloških raziskavah so v bližini Medvodja našli sledi bakrove rude.